# 甲斐庄氏
甲斐庄（甲斐荘）氏（かいのしょうし／かいしょうし）は、楠木氏の末裔と伝わる武家・士族だった日本の氏族。室町時代には畠山氏の家臣、江戸時代には旗本、維新後には士族だった。

## 家伝

### 室町時代～安土桃山時代
家伝によれば、楠木正成（大楠公）の子孫が河内国錦部郡甲斐庄を領有し、甲斐庄を名乗ったことに由来するとされる。しかしこの家伝は史料的に裏付けられてはいない。
実際には甲斐庄の在庁官人の末裔とみられ、室町時代に武士化し、河内守護であった畠山氏に従い、畠山氏没落とともに居城の烏帽子形城を失って河内から去ったと見られる。
『新訂寛政譜』によれば、大楠公の子正儀の子正勝から出自したとされ、兵右衛門正治が初代で遠江国浜松城で徳川家康に仕えて、関東で父の遺領と合わせて600石の所領を与えられ、関ケ原の合戦や大阪の両陣で戦功があったので河内国錦部郡内で2000石を与えられたという。
ところが、『寛永諸家系図伝』などでは、楠木正成からの系譜は不明とし、兵右衛門正治と喜右衛門正房の名前が見え、さらに正治の父として長治の名がみえる。元禄5年の『烏帽子形八幡宮伝記写』には「甲斐庄喜（兵）右衛門慶長五年甲（庚）子八月廿二日一松宗祝居士正保寺」とあって、正治の名前がない。文化10年の錦部郡上田村の『逆修講由来聞記』には、甲斐庄氏の歴代の名前と法名が記されているが、それによれば、初代は「甲斐庄兵右衛門尉（橘正保）様　慶長五年甲（庚）子八月廿二日　一松宗祝居士」、その次が「一甲斐庄喜右衛門（氏正房）様　寛永七年庚午七月廿三日　喜山宗心居士」とあり、正治の名が消えて正保になっている。
このように近世初期の甲斐庄家に関する史料には若干の相違がみられる。

### 江戸時代
正房の子、正述は長崎奉行を務めた。
正述の子、正親は、弟正奥に300石を分与して1700石を相続し、勘定奉行、江戸南町奉行などを歴任した。南町奉行在任中に八百屋お七を裁いており、従五位下飛騨守の武家官位持ちだったことから、しばしば「甲斐庄飛騨守」の名で言及される。彼の代に加増を重ねて天和2年に4000石に達する。所領の多くは河内国錦部郡に存在した。
その子正永も普請奉行を務めている。
享保20年に行われた楠木正成400年遠忌には代官町井氏を派遣して白銀20両を献上している。
幕末の当主正誼は、庄内松山藩主酒井忠礼の三男で、甲斐庄正憲の養子となり、旗奉行や西丸留守居を務めた。正誼は慶応2年（1866年）に隠居して正光が家督。間もなく明治維新を迎えた。その時の石高は4531石余だった。

### 明治以降
正光は朝廷に早期帰順して慶応4年（1868年）5月に本領を安堵され、朝臣に列して下大夫席を与えられた。明治2年（1869年）1月17日に正光は、南朝忠臣である大楠公の子孫であることを理由に、楠木に復姓のうえ「藩列」つまり大名に列することを求める請願書を出している。
これに対して2月3日に弁事より京都に移住して大楠公以来の系図を提出せよと命じられたが、当時正光は病床にあり、4月には本願寺坊官の下間大監の次男源吾（養子後正秀と改名）を養子に迎え、7月に家督を譲り、まもなく死去した。
正秀が家督した直後の明治2年12月に中大夫以下の称が廃され、甲斐庄家は京都府貫属士族に編入。
正秀も大楠公の子孫であることを理由に大正期に至るまで華族編列請願運動を繰り返している。明治29年4月20日立案、5月5日決済の宮内省爵位局奉宣掛による「楠氏取調書」によれば、宮内省爵位局は、楠木正成の子孫と称して華族編列の請願をしている者21名中、甲斐庄正秀、中村権左衛門、楠正基、関唯男の4名が楠木氏正統の末裔である信憑性が高いと見なし、彼らの書類は宮内省の方で保管して検討を続けつつ、それ以外の17名の請願は却下することを決定している。
この段階では甲斐庄家が大楠公の子孫と認められる可能性もあったように見えるが、実際に授爵されることはないまま大正時代に入った。正秀は大正天皇の即位大礼に伴う栄典授与に狙いを定めて、大正3年・4年にも請願を行った。しかし宮内省は、次のとおり甲斐庄家所蔵の系図の不審点を指摘し、その信憑性を疑問視している。
（正秀の請願は）贈正一位楠正成第二十四代の孫なること、その家に伝える系図により明らかなりというにあるも、その系図は河州観心寺所蔵の系図と異同あり。甲斐庄家に伝うる所の系図に於いては正成・正行・正儀・正勝の順序を以て名を列し、正勝より正盛・盛信・盛宗・盛秀・長成・隆成を経て第十一世の孫正治に至り、姓甲斐荘を用ゆるに至りたることを記すと雖（いえど）も、観心寺所蔵の系図に於いては正成より正秀に伝え、正盛・盛信・盛宗・盛秀・長成・隆成を経て第九世の孫正虎に至るまでの名を列し、正治の名を記さず。正茂の子としては正行・正時・正儀・正秀・正平の名を列すれども、甲斐荘氏所蔵の系図には正秀・正平の名を記さず。隆成の後を承けたる者一には正治と記し、一には正虎に記し、一は十一世の孫に当たり、一は九世の孫に当たり、而（しか）も、正治と正虎との関係一もこれを確知するに由なし」「甲斐荘氏系図には正治、文亀中徳川家康に浜松城に見えたることを載すれども、家康は天文十一年に生まれ、文亀は天文元年の二十八年以前に在り、家康の浜松城に居りしは元亀年中に在るを以て文亀は元亀の誤りなるべし。且つ正虎は正親町天皇の御宇に在りし者にして、正治と同じく永禄・元亀年中の人たるべし。然（しか）るに時同じくして一は十一世の孫、一は九世の孫として、而もその父を同じくし、二人相関する所なし。 —宮内省、松田敬之『〈華族爵位〉請願人名辞典』吉川弘文館、2015年。
大正4年10月6日、内閣総理大臣の大隈重信が宮内大臣波多野敬直に、甲斐庄正秀は大楠公の子孫であるので華族編列の詮議があるよう求めているが、系図の信憑性に疑問があることから、大正天皇即位大礼に際しての授爵の選から漏れている。その後も甲斐庄家が華族になることはできなかった。
大正期に京都画壇で美人画の画家として活躍し、昭和期に戦前戦後通じて映画の風俗考証家として活躍した甲斐庄楠音は正秀の三男である。

## 歴代
1. 甲斐庄正治 - 兵右衛門[8]。遠江国浜松城で徳川家康に仕え300石[8]、父の遺領と合わせて600石を与えられる[7]。
2. 甲斐庄正房 - 喜右衛門[8]。大坂の陣の戦功で2000石に加増[8]。
3. 甲斐庄正述 - 伝八郎、喜右衛門[8]。普請奉行・長崎奉行
4. 甲斐庄正親 - 伝八郎、喜右衛門、従五位下飛騨守[8]。勘定奉行・南町奉行。4000石に加増[8]。
5. 甲斐庄正永 - 喜右衛門。普請奉行[8]。
6. 甲斐庄正恒 - 兵右衛門、喜右衛門[8]。正永の養子。堀直佑の三男[8]。
7. 甲斐庄正壽 - 喜三郎[8]。
8. 甲斐庄正堅 - 喜十郎、兵部[8]。
9. 甲斐庄正昉 - 初名直政、求馬、兵庫助[8]。正壽の次男。兄正堅の養子[8]
10. 甲斐庄正憲 - 庄五郎[8]。
11. 甲斐庄正誼 - 喜右衛門。庄内松山藩主酒井忠礼三男で正憲養子。旗奉行・西丸留守居[9]。慶応2年隠居[9]。明治6年没
12. 甲斐庄正光  - 帯刀。明治維新時の当主。4531石余。大楠公の子孫であることを理由に諸侯昇格請願（不許可）。明治2年没[10]。
13. 甲斐庄正秀  - 本願寺坊官下間大監次男で正光養子。大楠公の子孫であることを理由に華族編列請願（不許可）[13]。
14. 甲斐荘楠香 - 京都大学卒業、高砂香料工業株式会社の創業者。正秀の長男。

### 分家
- 甲斐庄楠音 - 大正・昭和期の著名な日本画家、風俗考証家。正秀の三男。昭和53年没[15]
- 甲斐荘正興 - 楠香の子。

## 同族
別系統の同族に能登甲斐庄氏があり、甲斐庄駿河守家繁が能登畠山氏重臣として見える。河内国の畠山氏からの分家である能登畠山氏に、甲斐庄氏からも分家した一族が従っていたものと思われる。
また、同族として、旗本で美濃郡代（在任期間：天和3年（1683年） - 貞享2年（1685年））をつとめた甲斐庄四郎左衛門正之がいる。正親が南町奉行在職中であるので、その兄弟ではないかと推測されるが断定はできない。

## その他の甲斐庄（荘）氏の著名人
- 甲斐庄家繁 - 能登畠山氏家臣。駿河守。
- 甲斐荘泰生 → 甲斐莊正晃 - 株式会社日本総合研究所システムコンサルティング部上席主任研究員。著書「エージェント・システム―コンピュータ代理人社会のゆくえ」など。改名後、株式会社KAINOSHO（旧社名：ケイブレイン株式会社）代表取締役、著書「インナーブランディング」、「女子高生ちえの社長日記」シリーズ、「プロフェッショナルCIOの教科書」。
- 甲斐荘敬司 - 株式会社ジャパンエナジー精製技術センター主任研究員、共著「白色LED照明システム技術の応用と将来展望」。
- 甲斐荘博司 - 株式会社ジェイ・アイ・エム取締役